# Ruger M77
El Ruger M77 es un rifle de caza producido por Sturm, Ruger & Company y diseñado por Leroy James Sullivan mientras este trabajó para Ruger. El fusil se desarrolló alrededor de un mecanismo de cerrojo de alimentación controlada, tipo Mauser, con dos bloqueos, uña extractora y eyector externo; y la culata fue disenada por Lenard Brownell.

## Historia, diseño y características
En 1968 William B. Ruger desarrolló el rifle Ruger M77 para satisfacer un vacío que existía el mercado de fusiles de caza mayor en el mercado estadounidense a consecuencia del encarecimiento de los costos de producción, que resultaron en el rediseño del Winchester Modelo 70 en el año 1964, cambiando el sistema de mecanismo de alimentación controlada por uno menos costoso de producir de alimentación por empuje. Para el momento del lanzamiento del Ruger M77, el rifle de cerrojo Remington 700 dominaba las ventas. El fusil se basó en las preferencias del cazador deportivo de que se inclinaban a un fusil con las características de un Mauser 98 "deportivizado".
Desde sus inicios, el Ruger M77 fue concebido como una versión modernizada del Mauser 98. Bill Ruger buscaba innovar los sistemas de producción, aprovechando el método la fundición por inversión en vez del forjado para el cajón de mecanismos.
El cerrojo diseñado por Sullivan descartó el eyector Mauser tipo cuchilla y empleó un sencillo pin eyector. También se diseñaron desde cero un seguro de dos posiciones y un sistema de gatillo.
El diseño del rifle fue bien recibido por cazadores y escritores como Jack O' Connor, cuyo último rifle fue un Ruger M77 con culata hecha a la medida por Alvin Biesen, calibre .280 Remington.
Quizás la característica más innovadora del M77 es el perno frontal que sujeta el cajón de mecanismos contra la culata del fusil, el cual se encuentra inclinado, generando presión hacia atrás, a diferencia de los mecanismos de cerrojo tradicionales que cuentan con un perno dispuesto de manera perpendicular.
El cerrojo de alimentación controlada, similar al del Mauser 98, cuenta con un extractor externo no rotativo, el cual sujeta la pestaña de la base del casquillo y lo sostiene desde que este es alimentado a la recámara hasta que este es extraído del eyector, permitiendo que el mecanismo funcione desde cualquier posición y prácticamente eliminando la posibilidad de ruptura de extractor.  
Con respecto al diseño, Bill Ruger se inspiró en las líneas simples de los rifles tradicionales usados para la caza mayor en el África ya que la compañía introdujo el Ruger Nro. 1 en 1966 y dos años después el modelo 77, poco tiempo después de un safari en África oriental.
El Ruger M77 actualmente cuenta con un seguro de tres posiciones; la primera posición que permite solo bloquear el gatillo, permitiendo cargar y descargar el arma con el seguro puesto; y una segunda posición que bloquea tanto el gatillo como el cerrojo.  

## Variantes
El M77 ha experimentado un rediseño menor y dos rediseños mayores desde su lanzamiento, pero siempre manteniendo su esencia; un rifle funcional de caza mayor.  

### M77 Tang Safety
El modelo original contaba con un cerrojo de alimentación por empuje provisto con una uña extractora externa estilo Mauser 98, un seguro tipo escopeta de dos posiciones y una recámara perforada para incorporar bases de soportes para instalar miras telescópicas. El primer cambio fue la modificación de la recámara, incluyendo una base de montura integral como una sola pieza, para montar los anillos de acero donde se instala una mira telescópica. Estos rifles eran manufacturados con cañones producidos por otras empreas como Douglas o Wilson. 

### M77 Mark II
El M77 fue modificado y reintroducido en 1991 como el Mark II. El mayor cambio fue el cerrojo que pasó a ser de alimentación controlada, el seguro de 3 posiciones, y el gatillo fue ligeramente rediseñado. 
La modificación del cerrojo conservó la uña extractora, pero el cabezal fue abierto para permitir la alimentación controlada de cartuchos. El pin eyector fue reemplazado con un eyector Mauser tipo cuchilla. El seguro pasó a ser de tres posiciones, permitiendo accionar el cerrojo mientras estaba activado y haciendo que la descarga del fusil fuese menos peligrosa, ubicándose al lado del cerrojo, de diseño tenía una operación similar al del Winchester Modelo 70 pre 1964, pero anexado al mecanismo. El cerrojo pasó de ser un sistema de alimentación por empuje al que se le había añadido un extractor externo, a ser un verdadero sistema de alimentación controlada reemplazando el eyector por uno tipo Mauser. 
Con el Ruger M77 Mark II, la fábrica empieza a producir sus propios cañones, solucionando la falta de uniformidad con respecto a la precisión que lograban los primeros modelos.
Con el Mark II aparecieron opciones para diversos cartuchos que iban desde el .223 Remington hasta el .375 Holland & Holland Magnum, el .416 Rigby, o el .505 Gibbs, y variantes como Ruger M77 Mark II All Weather, también conocidos como los "culata de remo" que se volvió uno de los fusiles preferidos para los guías de caza en Alaska, debido a su robustez y capacidad de resistir a los elementos de la naturaleza al contar con mecanismos y cañones de acero inoxidable y culatas sintéticas; hasta variantes de alta gama, como el Ruger Express Rifle (cajón de mecanismos tamaño estándar) y el Ruger Magnum Express (cajón de mecanismos para magnum largos), con culatas de nogal del Cáucaso, y miras abiertas estilo "express", emulando el estilo de un rifle clásico inglés para caza mayor en el África.

### M77 Hawkeye

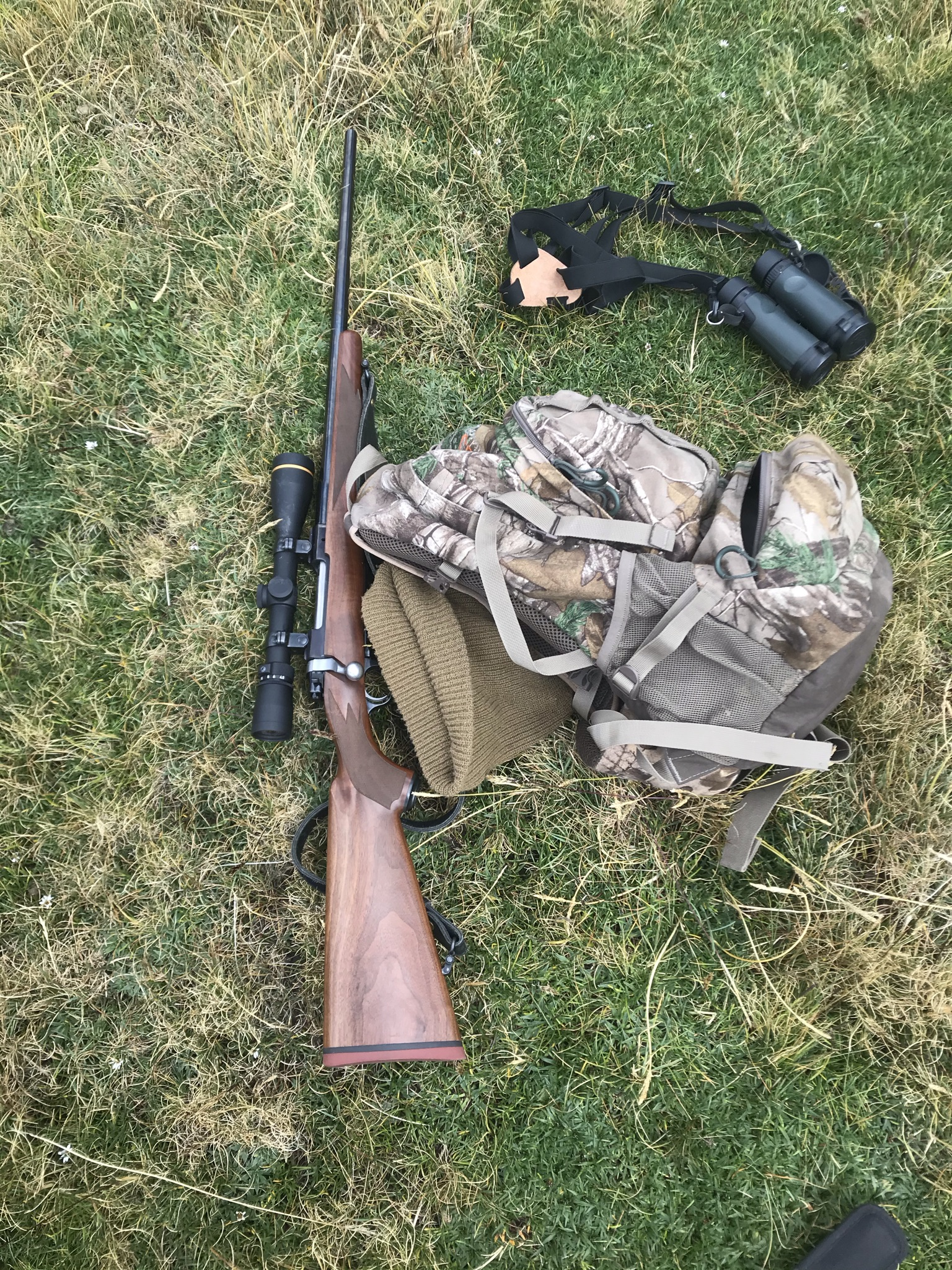
Ruger Hawkeye en .300 Winchester Magnum.

En 2006, Ruger introdujo nuevas características a su fusil y lo llamó el Hawkeye. Se hicieron importantes cambios al sistema del gatillo y se le dio más contorno y menos volumen a la culata, pero el fusil no tuvo otras modificaciones, manteniendo las características generales del antecesor. El gatillo LC6 resolvió las quejas de los clientes sobre el gatillo del MK II para que fuese igual de seguro que el del anterior modelo. El gatillo LC6 es más ligero y de menos carrera. Sin embargo, en algunas variantes para tiro deportivo, los fusiles vienen con un gatillo de dos tiempos. 
En el 2025 Ruger ha lanzado el modelo de aniversario del .270 Winchester; básicamente la versión Hawkeye African en una configuración mas ligera, sin miras abiertas y con un niño de contorno delgado de 22", emulando las preferencias de O'Connor por un rifle de montaña calibre .270 Win.   
El Ruger M77 Hawkeye mantiene el mecanismo característico de alimentación controlada y el seguro de tres posiciones. La culata rediseñada ha permitido reducir el peso total del fusil con respecto a los predecesores en variantes similares. Con el Hawkeye, Ruger lanzó una nueva serie de calibres para cartuchos propios como el .204 Ruger, 300 RCM .375 Ruger, y el .416 Ruger, algunos desarrollados en conjunto con Hornady. 

#### Variantes
- Hawkeye Standard
- Hawkeye All Weather
- Hawkeye African
- Hawkeye Alaskan
- Hawkeye Compact
- Hawkeye Compact Magnum
- Hawkeye Hunter
- Hawkeye Long Range Hunter
- Hawkeye Long Range Target
- Hawkeye FTW Hunter
- Hawkeye Predator
- Hawkeye Magnum Hunter
- Hawkeye Guide Gun

### Fusil SAR (Búsqueda y Rescate) .30-06 Cal
El fusil SAR, en .30-06 Springfield, es un Ruger M77 de supervivencia, diseñado para ser usado por los técnicos de operaciones de búsqueda y rescate de Canadá. El SAR está diseñado para ser un fusil de supervivencia compacto que dispara el cartucho .30-06 Springfield. El fusil está basado en el Ruger M77 Mk II estándar, pero su cañón ha sido acortado a 368 mm. La culata de polímero naranja ha sido modificada de modo que pueda plegarse a la izquierda del cajón de mecanismos y también pueda llevar seis cartuchos adicionales. El fusil incluye una funda especial, diseñada para colgarse de los arneses de los paracaídas de los técnicos de búsqueda y rescate.
Gunsite Scout

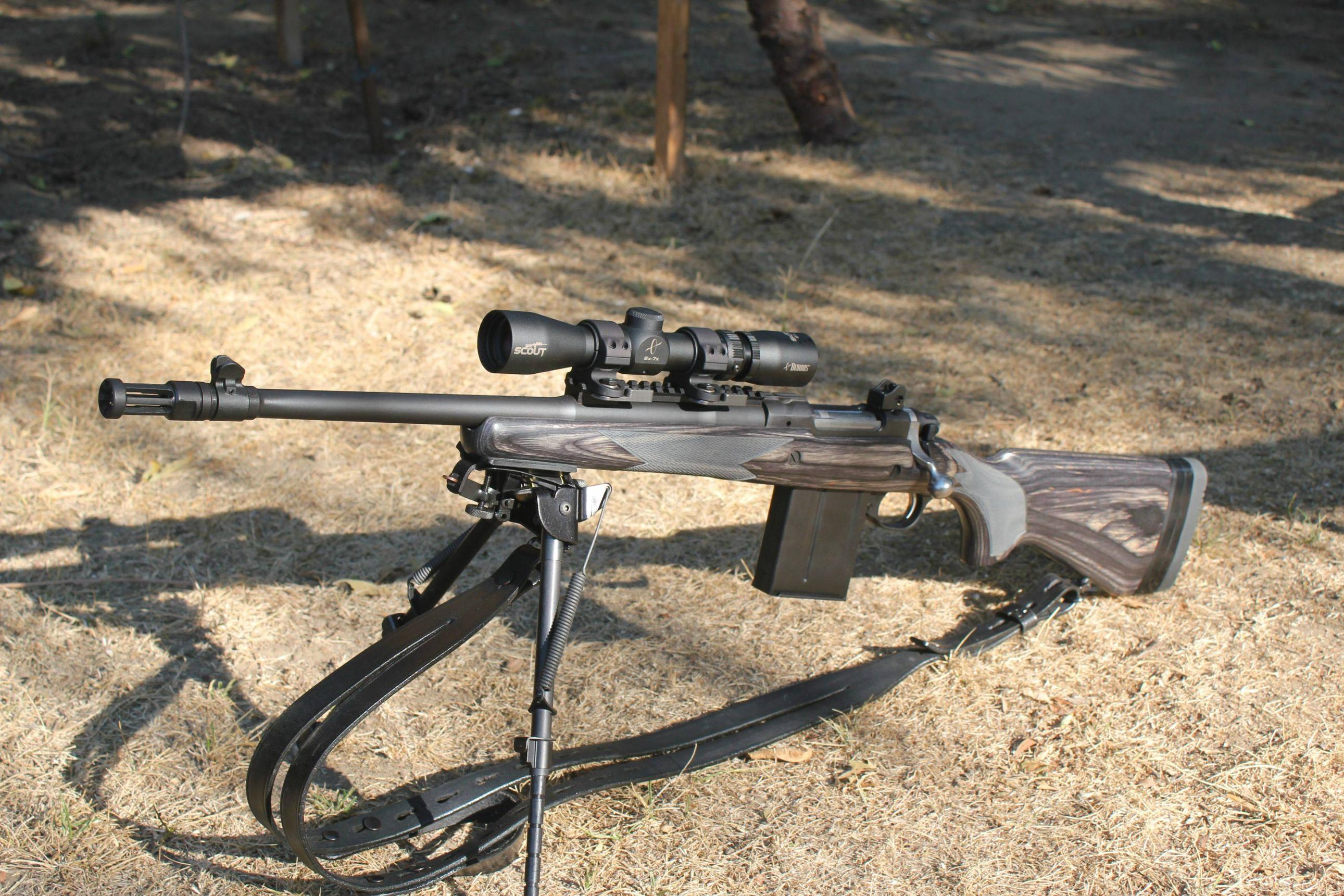
Un Gunsite Scout con bípode y mira telescópica.

Para desarrollar el Gunsite Scout, Ruger trabajó estrechamente con el Centro de Entrenamiento Gunsite en el desarrollo del fusil, para cumplir los criterios del moderno fusil scout desarrollados por Jeff Cooper. El fusil está calibrado para el cartucho .308 Winchester, pesa 3,2 kg, tiene un cañón de 419 mm de longitud y una culata de madera laminada de color negro. Presenta alza de anillo, bocacha apagallamas y un riel Picatinny para montar miras telescópicas. Puede ser alimentado desde un cargador extraíble recto de 3, 5 o 10 cartuchos. La versión canadiense y australiana del Ruger Gunsite tiene un cañón de 457 mm de longitud sin bocacha apagallamas y mecanismo hechos de acero inoxidable.